# 刘应
克勞德·德維斯德盧（法語：Claude de Visdelou；1656年8月12日—1737年11月11日），漢名刘应，字声闻，是天主教法國籍主教、耶穌會會士與漢學家。曾任貴州宗座代牧區宗座代牧（1709年-1737年）。

## 生平
劉應出生於1656年8月12日，在法蘭西王國。1673年，劉應在17歲時加入耶穌會及赴中國傳教。
1687年，刘应与白晋等五人，受法国国王路易十四派遣，前往中国传教。刘应曾向康熙皇帝奉献金鸡纳霜（奎宁），治好康熙皇帝的疟疾。
1709年2月2日，劉應在51歲時獲時任教宗克勉十一世任命為貴州宗座代牧區宗座代牧，領銜土耳其伊蘇里亞克勞迪奧波利斯教區主教。同月7日，劉應在葡屬澳門由教皇使节鐸羅樞機主禮晉牧。
晉牧後，由於當時清朝實施禁教，劉應無法進入貴州就任。於是，便將貴州教務委託四川宗座代牧穆天尺主教兼管。1715年，宗座代牧區被撤銷及併入四川宗座代牧區。
1737年11月11日，劉應在印度法屬印度本地治里去世，享年81歲。
刘应对中国和中亚历史都有研究，所着《鞑靼史》(Histoire de la Tartarie)汇集了中国史书有关匈奴、鞑靼、蒙古、突厥等史料，刊于Herbelot的《东方学目录》(Bibliotheque orientale,1779)中。还有拉丁文《中国历史》六册、《中国哲学家的宗教史》、《中国人的礼仪与祭祀》、《易经概说》(Notice du livre chinois nommé Y-king)。同时编译了多部儒家经典：《礼记》、《书经》、《中庸》等拉丁文译本。